# Barleeia alderi
Barleeia alderi is een slakkensoort uit de familie van de Barleeiidae. De wetenschappelijke naam van de soort is voor het eerst geldig gepubliceerd in 1857 door Carpeter.